# چنارلی، شمکور
چنارلی، شمکور (به ترکی آذربایجانی: Çinarlı) یک منطقهٔ مسکونی در جمهوری آذربایجان است که در شهرستان شمکور واقع شده است. چنارلی ۳٬۷۳۹ نفر جمعیت دارد.